# Hẹn hò với định mệnh

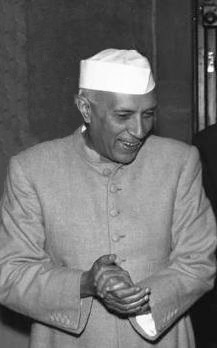
Jawaharlal Nehru

Hẹn hò với Định mệnh là bài diễn văn nổi tiếng của Jawaharlal Nehru, Thủ tướng đầu tiên của Ấn Độ độc lập. Nehru đọc bài diễn từ này trước Quốc hội Lập hiến Ấn Độ, ngay trước ngày lễ Độc lập, khoảng gần nửa đêm ngày 14 tháng 8 năm 1947. Bài diễn văn tập chú vào những khía cạnh có thể làm thay đổi dòng lịch sử nước Ấn. Ngày nay, "Hẹn hò với Định mệnh" được xem là đỉnh cao của thuật hùng biện vì bài diễn văn đã nắm bắt được thần khí của thời khắc vẻ vang, đỉnh cao của cuộc đấu tranh kéo dài hàng trăm năm chống lại sự cai trị của Đế chế Anh tại Ấn Độ.

## Trích dẫn
| “ | Từ nhiều năm qua, chúng ta đã hẹn hò với định mệnh, và nay là lúc chúng ta thực hiện lời hứa của mình cách đầy đủ và trọn vẹn. Ngay vào thời khắc nửa đêm, khi cả thế giới đang chìm trong giấc ngủ, đất nước Ấn Độ sẽ tỉnh giấc để được sống và được hưởng tự do. Thời khắc lịch sử đang đến, khi chúng ta giã từ quá khứ để tiến tới tương lai, khi chúng ta chứng kiến sự kết thúc của một thời kỳ đen tối, và khi hồn thiêng của dân tộc, từ lâu bị kiềm chế trong áp bức, bắt đầu lên tiếng. Trong thời khắc thiêng liêng này, chúng ta hứa nguyện hiến dâng đời mình để xây dựng đất nước và phục vụ đồng bào, và ở mức độ rộng lớn hơn, phục vụ nhân loại. Từ những ngày khởi đầu của lịch sử, Ấn Độ vẫn không ngừng ấp ủ khát vọng. Nhiều thế kỷ trôi qua đã chứng kiến cuộc đấu tranh của dân tộc này với những thăng trầm của thành công và thất bại. Qua nhiều năm vận nước nổi trôi, Ấn Độ chưa bao giờ ngừng khát vọng, cũng không hề lãng quên những lý tưởng đã từng tiếp thêm sức mạnh cho mình. Hôm nay, chúng ta cùng chứng kiến sự kết thúc của một giai đoạn bất hạnh trong lịch sử, để Ấn Độ có thể tự khám phá chính mình. Những thành tựu chúng ta đạt được cho đến ngày nay chỉ là bước khởi đầu, chỉ là cơ hội dẫn chúng ta đến những thành quả lớn hơn. Liệu chúng ta có đủ khôn ngoan và dũng cảm để nắm bắt cơ hội và chấp nhận những thách thức của tương lai? Tự do và quyền lực luôn đi kèm với trách nhiệm. Trách nhiệm đang đặt trên vai Quốc hội Lập hiến, là thiết chế quyền lực tối cao đại diện cho quyền tự chủ của nhân dân Ấn Độ. Trước khi được tự do, chúng ta đã chịu đựng nhiều đau khổ của kiếp lao dịch, đến nay trong lòng chúng ta vẫn còn vương vấn những phiền muộn về những ký ức đau buồn này. Tuy nhiên, quá khứ đã khép lại và tương lai đang vẫy gọi. Tương lai không phải là sự nhàn nhã, nhưng là một cuộc đấu tranh không ngơi nghỉ, hầu cho chúng ta có thể làm trọn những lời hứa. Xây dựng đất nước Ấn có nghĩa là phục vụ hàng triệu người đã từng chịu đựng nhiều đau khổ, có nghĩa là chúng ta phải chấm dứt sự nghèo đói, ngu dốt, bệnh tật và bất công. Ước vọng của con người vĩ đại nhất trong thời đại chúng ta là lau khô nước mắt trên mặt mọi người. Có thể ước vọng ấy vượt quá khả năng của chúng ta, nhưng khi còn nước mắt và khổ đau thì chúng ta còn tiếp tục gánh vác sứ mạng cao cả này. Do đó, chúng ta cần bắt tay làm việc, và làm việc cật lực để có thể biến giấc mơ thành hiện thực. Những giấc mơ cho Ấn Độ, và những giấc mơ cho thế giới, cho mọi quốc gia, cho mọi dân tộc. Các dân tộc đang sống gần kề nhau đến nỗi không ai có thể tách rời ra để sống một mình. Người ta nói rằng hòa bình không thể bị chia cắt; cũng giống như thế đối với tự do, phồn vinh và thảm họa trên thế giới duy nhất này. Ngày nay, thế giới không còn có thể bị chia cắt thành nhiều mảnh riêng lẻ. Trước sự hiện diện của các đại biểu của nhân dân Ấn, tôi kêu gọi toàn dân hợp sức trong niềm tin và đồng lòng tin tưởng vào một tương lai vĩ đại. Nay không phải là lúc để phê phán, cũng không phải là lúc để kết án lẫn nhau. Song, chúng ta phải chung tay xây dựng ngôi nhà hạnh phúc cho đất nước Ấn Độ tự do, để con cháu chúng ta cùng nhau mà vui sống. Thời khắc định mệnh đã đến, nay Ấn Độ lại đứng lên sau một giấc ngủ dài, đã bừng tỉnh để trở nên sống động, tự do và độc lập. Dù vậy, quá khứ đau thương vẫn còn để lại một vài di chứng, và chúng ta còn phải tích cực làm việc để có thể hoàn thành những lời hứa. Chúng ta đã bước qua ngả rẽ để viết nên những trang sử mới. Ngày nay chúng ta sống và hành động để làm nên lịch sử, để rồi ngày mai sẽ có những trang sử viết về chúng ta. Đây là thời khắc định mệnh cho Ấn Độ, cho châu Á, và cho thế giới. Một ngôi sao mới vừa mọc lên, ngôi sao tự do bắt đầu tỏa sáng ở phương Đông, một niềm hi vọng mới vừa chào đời, một khát vọng được ấp ủ từ lâu đang trở thành hiện thực. Nguyện ngôi sao sáng sẽ không bao giờ lụi tàn, và niềm hi vọng mới sẽ không bao giờ bị phản bội! Dù chung quanh ta vẫn còn nhiều đau khổ, dù vẫn đối diện với nhiều khó khăn, lòng chúng ta đang vui thỏa vì được hưởng sự tự do. Nhưng hãy nhớ rằng tự do luôn mang theo mình trách nhiệm và gánh nặng. Chúng ta phải đối diện với chúng trong tinh thần của một dân tộc tự do và kỷ luật... Tương lai đang vẫy gọi. Song chúng ta cần biết phải làm gì? Ấy là mang tự do và cơ hội đồng đều đến cho mọi người, cho người nông dân và công nhân trên khắp nước; ấy là đấu tranh để chấm dứt sự nghèo đói, ngu dốt và bệnh tật; ấy là kiến tạo một đất nước phồn vinh, dân chủ và tiến bộ; ấy là xây dựng những thiết chế chính trị, kinh tế và xã hội nhằm bảo đảm sự công bằng và hạnh phúc cho mọi người dân. Có nhiều khó khăn đang chờ đợi chúng ta. Sẽ không ai được ngơi nghỉ cho đến khi chúng ta làm trọn những điều hứa nguyện, cho đến khi mọi người dân Ấn được hưởng những điều tốt lành mà định mệnh đã dành cho họ. Chúng ta là công dân của một đất nước vĩ đại, đất nước này đang chấp nhận những bước đi táo bạo để tiến lên phía trước, và chúng ta phải đáp ứng những chuẩn mực cao cả ấy. Tất cả chúng ta, không phân biệt niềm tin tôn giáo, đều là những đứa con bình đẳng của Ấn Độ với lợi ích, quyền và nghĩa vụ như nhau. Song chúng ta không khuyến khích chủ trương cào bằng hoặc đầu óc hẹp hòi, bởi vì không có dân tộc nào trở nên vĩ đại khi dân chúng hẹp hòi trong tư duy và hành động. | ” |